# Cadru (stup)

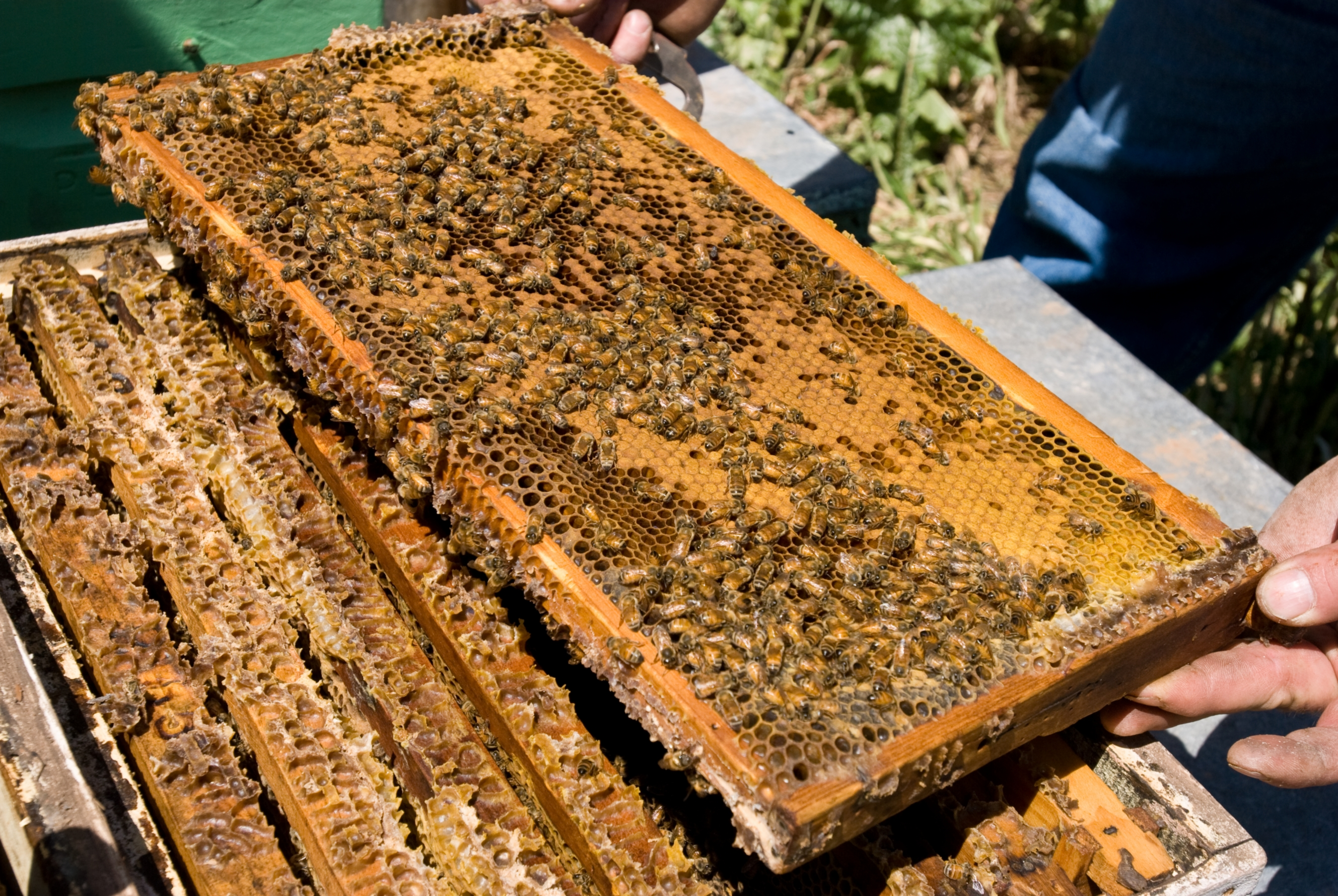
Un cadru acoperit cu pieptene și albine

Un cadru de stup este un element structural dintr-un stup care deține fagure sau fagure de puiet în incinta sau cutia stupului. Rama stupului este o parte cheie a stupului modern cu pieptene mobil. Poate fi îndepărtat pentru a inspecta albinele pentru boli sau pentru a extrage excesul de miere.

## Istorie
În 1814, Petro Prokopovici a inventat primul stup din lume care folosea rame pentru stupi.Apicultura în Ucraina - Petro Prokopoici - Petro ProkopoviciPrototipurile timpurii aveau o distanță mare între cadre, iar cadrul se afla pe benzi de susținere de lemn. Ca rezultat, cadrele au fost atașate în cruce cu pieptene pentru bavuri și propolizate pe benzile de susținere și au fost greu de îndepărtat. În designul lui Prokopovici, ramele au fost plasate numai în camera de miere. În camera de puiet, albinele construiau fagurii în stil liber.
Johann Dzierzon a descris distanța corectă dintre fagurii din camera de puiet ca fiind de 1½ inci de la centrul unei bare la centrul celeilalte. În 1848, Dzierzon a introdus caneluri în pereții laterali ai stupului, înlocuind fâșiile de lemn pentru a atârna barele superioare. Canelurile aveau o lățime de 8 mm și îndeplineau cerințele de distanță pentru un spațiu necesar pentru albine.
În mai 1852, August von Berlepsch din Germania a proiectat un cadru mobil. On October 5, 1852, în Statele Unite ale Americii, L. L. Langstroth a brevetat un nou stup cu rame mobile sub brevetul SUA # US9300A Astăzi, stupul Langstroth este cel mai comun design în multe părți ale lumii. În Marea Britanie, stupul național este mai frecvent utilizat. Un stup mai mic, stupul Smith este adesea folosit în Scoția, mai ales atunci când albinele sunt duse la Heather Moors. Din punct de vedere istoric, stupul mai mare Dadant a fost folosit în cea mai mare parte a Europei. Toți acești stupi folosesc cadre mobile de diferite dimensiuni.